# Stéphanie Vivenot
Pour les articles homonymes, voir Vivenot.
Stéphanie Vivenot, née le 26 mars 1970 à Chenôve, est une ancienne internationale française de basket-ball. Elle a participé aux Jeux olympiques de Sydney en 2000.

## Club
- 1987-1989 :  Dijon
- 1989-1991 :  Paris
- 1991-1992 :  Université de Toledo (NCAA)
- 1992-1993 :  Tarbes
- 1993-1994 :  Strasbourg
- 1994-1999 :  CJMBB Bourges
- 1999-2006 :  Reims

## Palmarès

### Club
compétitions internationales 
- Vainqueur de l'Euroligue 1997, 1998
- Vainqueur de la Coupe Ronchetti 19975

 compétitions nationales 
- Championne de France 1995, 1996, 1997, 1998, 1999
- Vainqueur du Tournoi de la Fédération : 1996, 1999

### Sélection nationale
Jeux olympiques d'été
- 5e des Jeux olympiques de 2000 à Athènes, Grèce

Championnat du monde
- 9e du Championnat du monde 1994, Australie

Championnat d'Europe
- Médaille d'argent du Championnat d'Europe 1999, Pologne
- Médaille d'argent du Championnat d'Europe 1993, Italie
- places de 10 à 14e du Championnat d'Europe 1995, République tchèque

Autres
- Début en Équipe de France le 12 juin 1990 contre l'Italie à Plovdiv (Bulgarie)
- Dernière sélection le 1er septembre 2001 contre la Lituanie à Gravelines